# 平瀾路駅
平瀾路駅（へいらんろえき）は、中華人民共和国浙江省杭州市蕭山区空港大道と平瀾路の交差点に位置する杭州地下鉄19号線の駅である。

## 歴史
- 2022年9月22日：開業[1]。
- 2024年3月6日～3月31日：御道駅～知行路駅間での防音壁設置工事に伴い、一時的に営業を休止した[2]。

## 駅構造
相対式ホーム2面2線を有する高架駅。空港高架路との複合構造となっており、2階に駅コンコース、3階にホーム、4階に高架道路が存在している。

### のりば
案内上ののりば番号は設定されていない。
| 路線     | 方向 | 行先                                   |
| -------- | ---- | -------------------------------------- |
| ■ 19号線 | 下り | 火車東站（東広場）・火車西站・苕渓方面 |
| ■ 19号線 | 上り | 蕭山国際機場・永盛路方面               |

（出典：杭州地下鉄:站内空间示意图）

## 駅周辺
駅周辺は広大な農地が広がっており、現在も都市開発があまり進んでいない地域となっている。

## 隣の駅
杭州地下鉄
■ 19号線
御道駅 - 平瀾路駅 - 耕文路駅